# Robert Gist

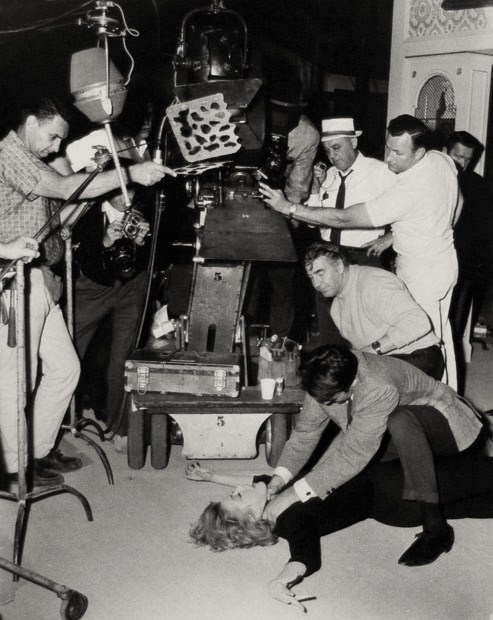
Rodaje de Sursis pour une nuit (1966), detrás de Eleanor Parker y Stuart Whitman, con el director de fotografía Sam Leavitt (con sombrero blanco)

Robert Gist (1 de octubre de 1917 – 21 de mayo de 1998) fue un actor y director cinematográfico y televisivo estadounidense.

## Biografía
Su nombre completo era Robert Marion Gist, y nació en Chicago, Illinois. Criado en los corrales de ganado Chicago, en los años de la Gran Depresión, tras herir a otro muchacho en una pelea a puñetazos, Gist acabó en la Hull House, en Chicago, una casa del movimiento settlement establecida por la trabajadora social Jane Addams. Allí fue donde empezó a interesarse en la actuación. 
A partir de entonces trabajó en la radio en Chicago, actuando después en el teatro, tanto en Chicago como en el circuito de Broadway (en la obra Harvey, con Josephine Hull). Estaba participando en esa pieza cuando debutó en el cine con el clásico navideño de 20th Century-Fox Miracle on 34th Street (1947). Gist trabajó también en Broadway como director de Charles Laughton en The Caine Mutiny Court Martial (1954), pieza en la que actuaban Henry Fonda y John Hodiak.
Rodando Operation Petticoat (1959), Gist le explicó al director Blake Edwards que estaba interesado en las labores de dirección. Edwards le contrató más adelante para dirigir episodios de la serie televisiva Gunn. A partir de entonces también dirigió episodios de las series La Ciudad Desnuda, The Twilight Zone y Ruta 66, entre otros muchos.
Gist fue director teatral del estreno mundial de la obra de Edna St. Vincent Millay Conversation at Midnight, producida por Worley Thorne y Susan Davis en noviembre de 1961, y llevada a escena en el Coronet Theatre de Los Ángeles. Representada tres noches a la semana, la producción tuvo un entusiasta resultado de crítica y público, y el pequeño teatro llenó su aforo a lo largo de seis semanas. Con ese éxito, la producción fue trasladada al Civic Playhouse, de mayor capacidad, donde se representó más de cuatro meses. En el reparto figuraban James Coburn, Jack Albertson, Eduard Franz, Hal England, Sandy Kenyon, Frank DeKova y Bill Berger. Tres años más tarde Gist dirigió otra producción de la pieza en Broadway, en el Billy Rose Theatre, de nuevo con producción de Thorne y Davis, y con parte del reparto primitivo. En esta ocasión la obra no consiguió el éxito, debiendo terminar las funciones al cabo de una semana.
Robert Gist estuvo casado con la actriz Agnes Moorehead desde 1954 a 1958, aunque se separaron en 1955. Se habían conocido durante el rodaje de The Stratton Story (1949). Gist falleció en Magalia, California, en 1998.

## Enseñanza
Robert Gist fue nombrado Director de la School of Arts del Darling Downs Institute of Advanced Education (DDIAE), actualmente en la Universidad of Southern Queensland, en Toowoomba (Australia), desde principios de 1973 a finales de 1975.
Además, en los años 1960 fue profesor de interpretación en Hollywood, formando un taller de actores. En 1964 utilizó a los miembros del taller—al que llamaba "The Group"—para interpreter la poesía de Carl Sandburg en un evento que fue llamado The People Yes.
Entre sus estudiantes figuran: Philip Barter, artista y cameraman; Neville Tranter, un actor y marionetista australiano; Bernd Ullrich, artista alemán, y Lenore Robbins, bailarina y coreógrafa australiana.

## Teatro
- 1944-1949 : Harvey, de Mary Chase, con Frank Fay, Josephine Hull y Jesse White
- 1952 : Don Juan in Hell,[2] de George Bernard Shaw, escenografía de Charles Laughton, con Charles Boyer, Cedric Hardwicke, Charles Laughton, Agnes Moorehead (como director)
- 1954-1955 : The Caine Mutiny Court-Martial, de Herman Wouk (como actor)
- 1961 : Conversation at Midnight, de Edna St. Vincent Millay, con Jack Albertson, James Coburn, Eduard Franz, y Sandy Kenyon (escenógrafo)
- 1964 : Conversation at Midnight, de Edna St. Vincent Millay, con Eduard Franz (escenógrafo)

## Selección de su filmografía

### Actor

#### Cine
- 1947 : Miracle on 34th Street, de George Seaton
- 1949 : The Stratton Story, de Sam Wood
- 1949 : Scene of the Crime, de Roy Rowland
- 1949 : A Dangerous Profession, de Ted Tetzlaff
- 1950 : The Jackpot, de Walter Lang
- 1950 : I was a Shoplifter, de Charles Lamont
- 1951 : Strangers on a Train, de Alfred Hitchcock
- 1952 : "Cara de ángel", 'Angel Face', de Otto Preminger
- 1952 : One Minute to Zero, de Tay Garnett
- 1953 : The Band Wagon, de Vincente Minnelli
- 1956 : D-Day the Sixth of June, de Henry Koster
- 1958 : The Naked and the Dead, de Raoul Walsh
- 1958 : Wolf Larsen, de Harmon Jones
- 1959 : The FBI Story, de Mervyn LeRoy
- 1959 : Operation Petticoat, de Blake Edwards
- 1959 : Al Capone, de Richard Wilson
- 1961 : Blueprint for Robbery, de Jerry Hopper
- 1962 : Jack the Giant Killer, de Nathan Juran

#### Televisión
- 1955-1958 : Gunsmoke
  - Temporada 1, episodio 10 The Queue (1955), de Charles Marquis Warren
  - Temporada 3, episodio 23 Wild West (1958), de Richard Whorf
  - Temporada 4, episodio 4 Monopoly (1958)
- 1958-1961 : Peter Gunn
  - Temporada 1, episodio 13 The Jockey (1958), de Lamont Johnson
  - Temporada 2, episodio 17 The Grudge (1960), de Lamont Johnson
  - Temporada 3, episodio 38 Murder on the Line (1961) (también director)
- 1959-1962 : Rawhide
  - Temporada 1, episodio 6 Incident of the Power and the Plow (1959), de Andrew V. McLaglen
  - Temporada 3, episodio 6 Incident on the Road to Yesterday (1960), de R. G. Springsteen
  - Temporada 4, episodio 16 The Woman Trap (1962)
- 1960 : Death Valley Days
  - Temporada 8, episodio 21 The Strangers
- 1960 : Los Intocables
  - Temporada 1, episodio 21 The Unhired Assassin, Parte I, de Howard W. Koch
- 1960 : Perry Mason
  - Temporada 3, episodio 21 The Case of the Nimble Nephew, de Richard Kinon

### Director

#### Cine
- 1964 : Della
- 1966 : An American Dream

#### Televisión
- 1960-1961 : Peter Gunn
  - Temporadas 2 y 3, 20 episodios
- 1962 : Route 66
  - Temporada 2, episodio 24 Even Stones have Eyes
  - Temporada 3, episodio 4 Ever ride the Waves in Oklahoma ? y episodio 6 Lizard's Leg and Owlet's Wing
- 1962-1963 : Los Intocables
  - Temporada 4, episodio 9 Come and Kill Me y episodio 19 An Eye for an Eye
- 1963 : The Wall to Wall War
- 1963 : Dr Kildare
  - Temporada 2, episodio 20 A Trip to Niagara, y episodio 33 A Hand Held Out in Darkness
- 1963 : The Twilight Zone
  - Temporada 4, episodio 12 I dream of Genie
- 1966 : El fugitivo
  - Temporada 3, episodio 26 The White Knight
- 1967 : Star Trek: la serie original
  - Temporada 1, episodio 13 El Galileo siete
- 1967 : Laredo
  - Temporada 2, episodio 24 Like One of the Family
- 1968 : El gran chaparral
  - Temporada 1, episodio 26 The Hair Hunter
- 1968-1969 : The New Adventures of Huckleberry Finn
  - Episodio 13 The Eye of Doorgah y episodio 20 All Whirlpools lead to Atlantis
- 1969 : Misión: Imposible
  - Temporada 3, episodio 15 The System
- 1969 : Hawaii Five-0
  - Temporada 2, episodio 9 The Singapore File
- 1969 : It takes a Thief
  - Temporada 3, episodio 14 The Scorpio Drop
- 1970 : El virginiano
  - Temporada 8, episodio 16 Nightmare